# قرار مجلس الأمن التابع للأمم المتحدة رقم 2030
قرار مجلس الأمن التابع للأمم المتحدة رقم 2030، المتخذ بالإجماع في 21 ديسمبر 2011 بعد التذكير بالقرار 1949 (2010). دعا المجلس الحكومة وأصحاب المصلحة السياسيين في غينيا بيساو إلى العمل معًا لتوطيد السلام والاستقرار واستخدام الوسائل القانونية والسلمية لحل الخلافات وتكثيف الجهود من أجل حوار سياسي حقيقي وشامل ومصالحة وطنية.

## روابط خارجية
- نص القرار في undocs.org